# Epcot
Epcot è il secondo dei quattro parchi a tema di proprietà di Disney Experiences costruiti presso il Walt Disney World Resort a Bay Lake, Florida e ha aperto come EPCOT Center il 1º ottobre 1982. Il parco si estende su 1,21 km², più del doppio della dimensione del Magic Kingdom. È dedicato alla celebrazione della realizzazione umana, della tecnologia, dell'innovazione e della cultura internazionale, ed è spesso definito come una "Esposizione Mondiale Permanente". Nel 2018, il parco ha ospitato oltre 12 milioni di visitatori, diventando il settimo parco a tema più visitato al mondo. Il parco è rappresentato da Spaceship Earth, una gigantesca sfera geodetica.
Il nome Epcot deriva dall'acronimo EPCOT (Experimental Prototype Community of Tomorrow), un'utopica città del futuro pianificata da Walt Disney a partire dagli anni sessanta, ma che nulla ha a che vedere col parco a tema.

## Storia

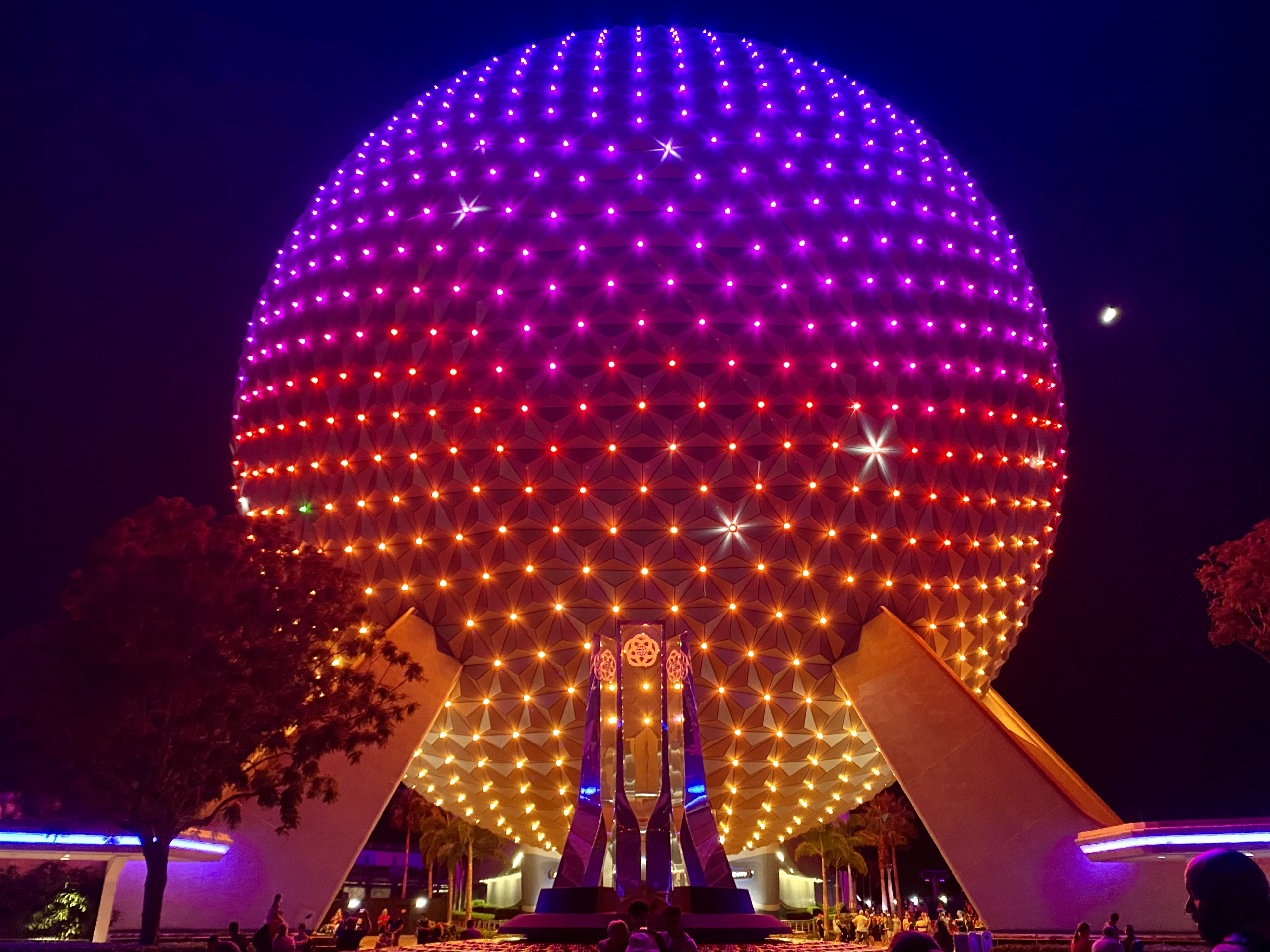
Spaceship Earth nel 2021 con la sua nuova illuminazione notturna

### Il concetto iniziale di Walt Disney
EPCOT è l'acronimo di Experimental Prototype Community of Tomorrow; una città utopica del futuro progettata da Walt Disney, spesso scambiando "città" con "comunità". Nelle parole di Walt Disney:
La sua visione originale era quella di una comunità modello che sarebbe stata la casa per ventimila residenti e un banco di prova per l'urbanistica nonché l'organizzazione cittadina. Doveva essere costruita a forma di cerchio con le imprese e le aree commerciali al centro, e gli edifici di comunità, scuole e complessi ricreativi intorno ad esso, mentre i quartieri residenziali sarebbero stati costruiti intorno al perimetro. I trasporti pubblici sarebbero stati forniti da monorotaie e PeopleMovers (come quello che sarà costruito in seguito a Tomorrowland nel Magic Kingdom), il traffico automobilistico e quello del trasporto merci sarebbe stato mantenuto sotterraneo, lasciando i pedoni al sicuro sul suolo (l'idea sarebbe stata realizzata in seguito con gli utilidors costruiti sempre presso il parco Magic Kingdom). Il modello originale di EPCOT può ancora essere visto dai passeggeri a bordo dell'attrazione della Tomorrowland Transit Authority, nel parco Magic Kingdom; quando il PeopleMover entra nella stanza dedicata alla Grande fuga di Stitch!, la parte rimanente del modello è visibile sulla sinistra (guardando avanti) dietro a un vetro. Walt Disney non riuscì ad ottenere il permesso di iniziare a costruire la sua proprietà in Florida fino a quando si accordò per costruire anche un Disneyland come quello californiano che decise di chiamare inizialmente solo Disneyworld e che si tramutò in seguito nel Magic Kingdom. Morì quasi cinque anni prima dell'apertura del complesso che, dopo la sua morte, suo fratello Roy O. Disney decise di chiamare Walt Disney World in suo onore.

### Cambio di progetto con la nuova gestione

Un logo non più in uso

Dopo la morte di Walt Disney, The Walt Disney Company decise inizialmente che non voleva entrare nel business della gestione di una città, considerato troppo costoso e rischioso per la compagnia, preferendo costruire solo un resort, chiamato Walt Disney World , e un parco a tema, il Magic Kingdom, anche se Roy Disney disse che aveva promesso al fratello sul letto di morte che avrebbe costruito il suo progetto per la città del futuro e che era stato solo rimandato. Dopo il successo del Magic Kingdom, Card Walker, il nuovo CEO della compagnia dopo la morte di Roy O. Disney, decise di costruire un nuovo parco a tema accanto al Magic Kingdom, che decise di chiamare con lo stesso nome della città immaginata da Walt, ma che nulla avrebbe avuto a che fare con tale progetto. Il modello di comunità di Celebration, in Florida, è stato comunque citato come una realizzazione della visione originale di Disney, ma Celebration si basa su concetti di new urbanism, che è radicalmente diversa dalla visione modernista e futurista di Disney. Tuttavia, l'idea di EPCOT è stata determinante nello spingere lo stato della Florida a creare il Reedy Creek Improvement District (RCID) e le città di Bay Lake e Reedy Creek (ora Lake Buena Vista), un meccanismo legislativo che consente alla Walt Disney Company di esercitare poteri governativi sul Walt Disney World. Il controllo sulla RCID spetta ai proprietari terrieri della zona, e la nascita di una città reale nel quartiere avrebbe significato che i poteri del RCID sarebbero stati distribuiti tra i proprietari terrieri di EPCOT. Poiché l'idea di EPCOT non è mai stata attuata, la Disney Corporation è rimasta quasi l'unico proprietario terriero nel quartiere, permettendo così di mantenere il controllo del RCID e le città di Bay Lake e Lake Buena Vista. Le idee urbanistiche di Walt Disney per l'originale progetto di EPCOT sono state utilizzate anche nella costruzione del parco a tema Magic Kingdom, con l'utilizzo dei tunnel sotterranei, chiamati utilidors (da utility corridors letteralmente "corridoi di servizio") e utilizzati per la gestione del parco.
I piani originali per il nuovo parco EPCOT Center mostravano indecisione sulle finalità: alcuni dei progettisti volevano rappresentare la punta di diamante della tecnologia, mentre altri volevano mostrare culture e costumi internazionali. A un certo punto, un modello di parco futuristico è stato spinto contro un modello internazionale di una Fiera Mondiale, e i due sono stati combinati. Il parco è stato originariamente chiamato EPCOT Center. È stato costruito per una cifra stimata tra 800 milioni e 1,4 miliardi di dollari e ci sono voluti tre anni, all'epoca il più grande progetto di costruzione sulla Terra.

### Inaugurazione
Il parco fu inaugurato il 1º ottobre 1982 con una cerimonia con bande musicali e ballerini seguiti dal rilascio di 15.000 palloncini e 1.000 colombe. Gli Sherman Brothers scrissero il tema The World Showcase March creato appositamente per la cerimonia di apertura e che fu suonato dall'orchestra condotta da Irwin Kostal.
Nonostante l'apertura ufficiale, il parco aveva già ufficiosamente aperto a selezionati ospiti Disney, tra cui i Cast Members, i progettisti, gli operai edili e le loro famiglie, nelle notti dal 28 settembre al 30 settembre. Alla sua apertura il costo di un biglietto giornaliero era di 15 dollari per un adulto e 12 per un bambino.

### Dedica
Sia Future World che World Showcase hanno avuto la propria cerimonia di inaugurazione con dedica, con la dedica ufficiale di Future World tenutasi il 22 ottobre 1982, World Showcase il 23 e l'intero EPCOT Center il 24:
(E. Cardon Walker, 24 ottobre 1982)

## Aree tematiche
Epcot è diviso in quattro principali aree tematiche, World Celebration, World Discovery, World Nature e World Showcase.

### World Celebration

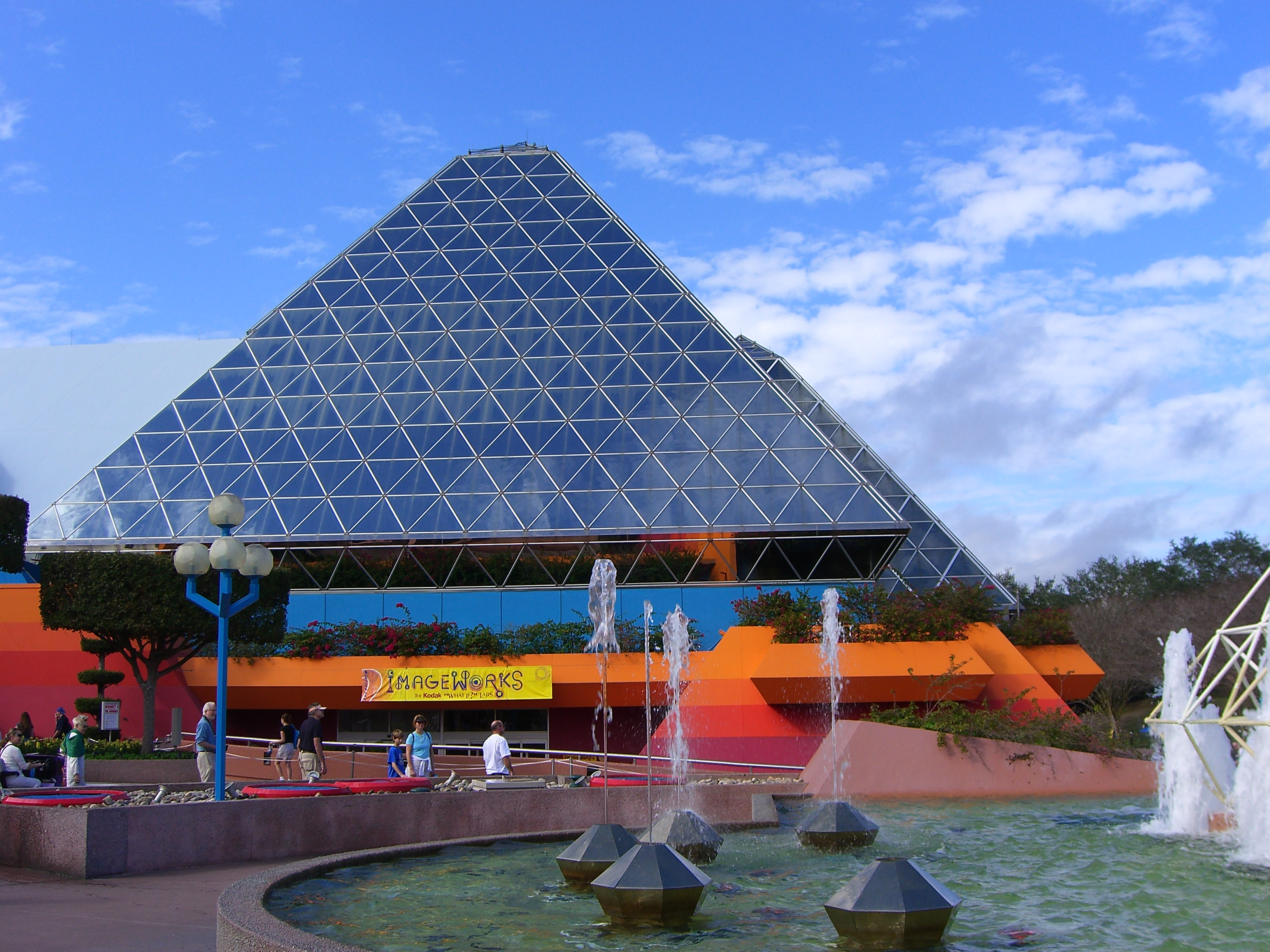
Piramidi di vetro di Imagination! con le fontane in primo piano

World Celebration funge da ingresso principale, descritta come la casa di "nuove esperienze che ci collegano l'un l'altro e il mondo che ci circonda", comprende l'ingresso principale dove si trova il più iconico punto di riferimento del parco, Spaceship Earth, una grande sfera geodetica che ospita un'omonima attrazione a tema all'interno, ed è costituito da una serie di padiglioni che esplorano aspetti e applicazioni innovative tra cui la tecnologia e la scienza. Appena oltre Spaceship Earth ci sarà Dreamer's Point, che includerà una nuova statua di Walt Disney e un centro di festival a tre piani. In origine chiamato Future World, ogni padiglione era caratterizzato da un particolare logo circolare che era visibile sulla segnaletica e le attrazioni stesse del parco. I loghi, compreso quello di Epcot stesso, sono stati eliminati negli ultimi anni, ma alcuni resti sono ancora sparsi in tutto il parco. I padiglioni sono ora invece identificati dal nome e dall'attrazione principale all'interno.
I vari padiglioni sono i seguenti:
- Spaceship Earth
- Project Tomorrow
- Imagination!
- Journey into Imagination with Figment
- ImageWorks: The What-If Labs
- Disney & Pixar Short Film Festival
- The Odyssey Events Pavilion

### World Discovery

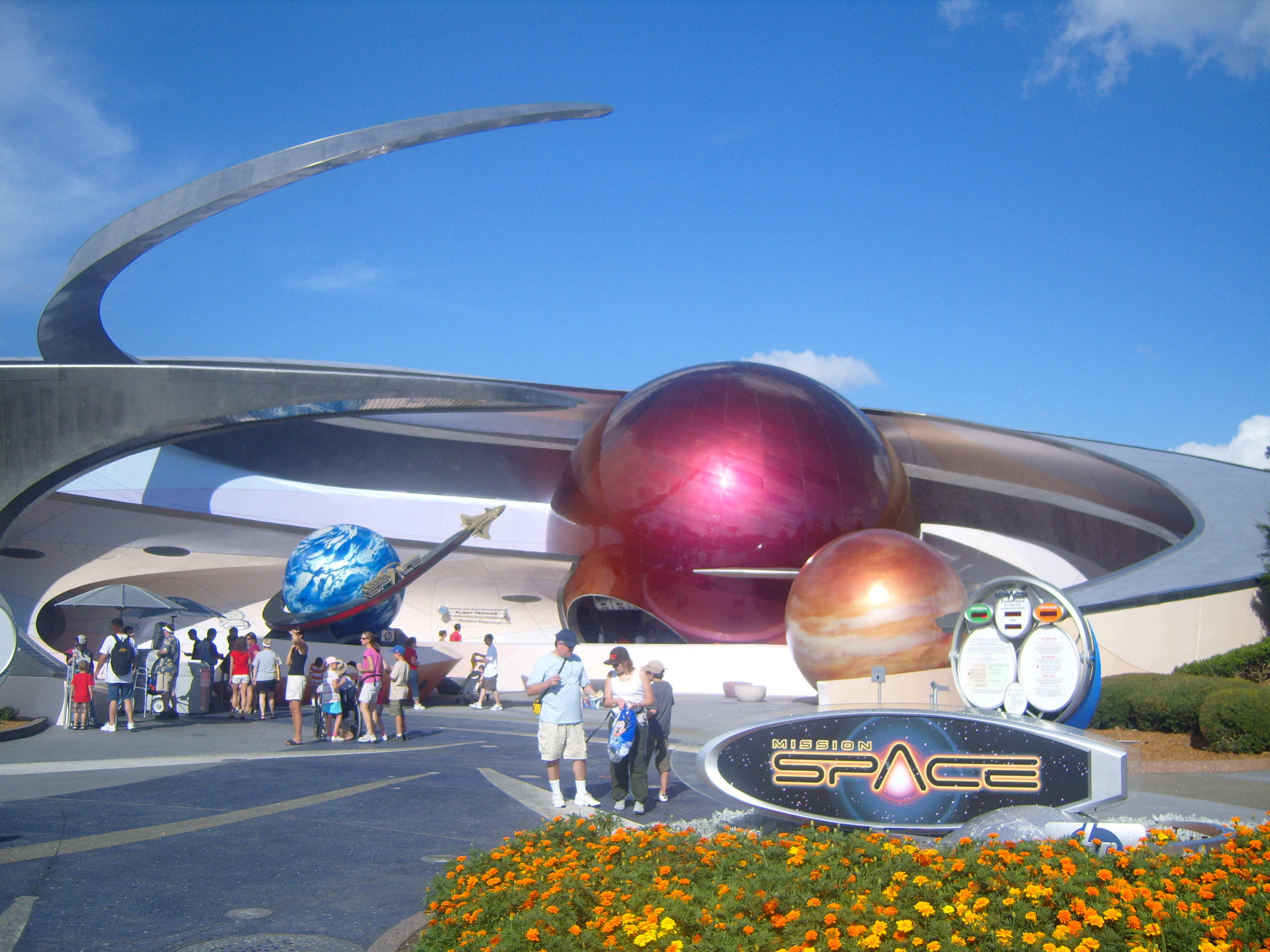
Mission: SPACE a Epcot

World Discovery è incentrato su storie di spazio, scienza, tecnologia e avventure intergalattiche ed ospita le principali attrazioni da brivido come Test Track e Mission: SPACE, che è stato ampliato per includere un nuovo ristorante, lo Space 220, che simula i pasti a bordo di una stazione spaziale situata a 220 miglia sopra la Terra. In una futura espansione, ospiterà Guardians of the Galaxy: Cosmic Rewind che rimpiazzerà Universe of Energy. Il padiglione Wonders of Life, attualmente chiuso, sarà rinnovato in Play! un'attrazione in cui gli ospiti interagiranno con personaggi Disney in varie attività. I vari padiglioni sono i seguenti:
- Mission: SPACE
- Space 220
- Test Track - Un'attrazione molto popolare a tema test automobilistico; durante la fila si segue un percorso tematico all'interno di un enorme locale dove si vedono esempi di tutti i test che vengono realmente effettuati su un'autovettura, si inizia da un esempio del primo car test effettuato con utensili antichi, si prosegue vedendo il test al motore, ai freni, alle gomme, la compatibilità elettromagnetica, la resistenza delle vernici alla corrosione, i test per i sedili e alcune dimostrazioni di airbag esplosi, al termine di questo percorso si entra in una sala per un piccolo pre-briefing al termine del quale si entra nelle macchine-test che sono l'attrazione vera e propria. In ogni macchina ci sono 6 posti e la macchina corre su un binario seguendo un percorso di 1 miglio attraverso il quale passa attraverso la simulazione di tutti i tipi di car-test; nella corsa nell'anello esterno si raggiungono i 65 mph.

### World Nature

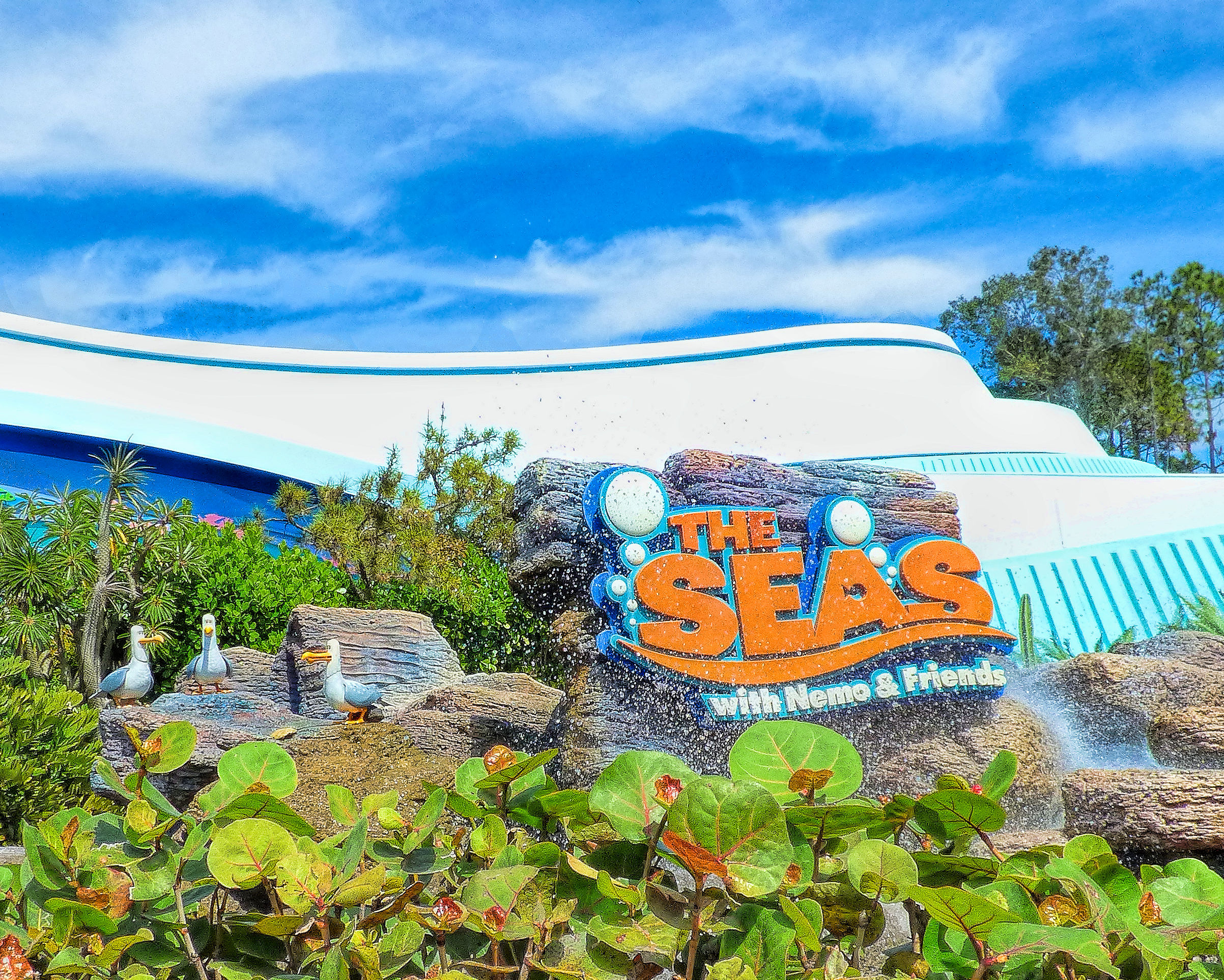
L'ingresso di The Seas with Nemo and Friends

World Nature si concentra sulla "comprensione e conservazione della bellezza, soggezione ed equilibrio del mondo naturale". The Land e The Seas with Nemo and Friends sono stati incorporati in questa area, mentre, in una futura espansione, vi sarà una nuova attrazione chiamata Journey of Water, che trarrà ispirazione dal film d'animazione Disney del 2016, Oceania.
I vari padiglioni sono i seguenti:
- The Seas with Nemo and Friends
- The Land
- Soarin' Around the World
- Living with the Land
- Awesome Planet

#### Sponsorizzazioni aziendali

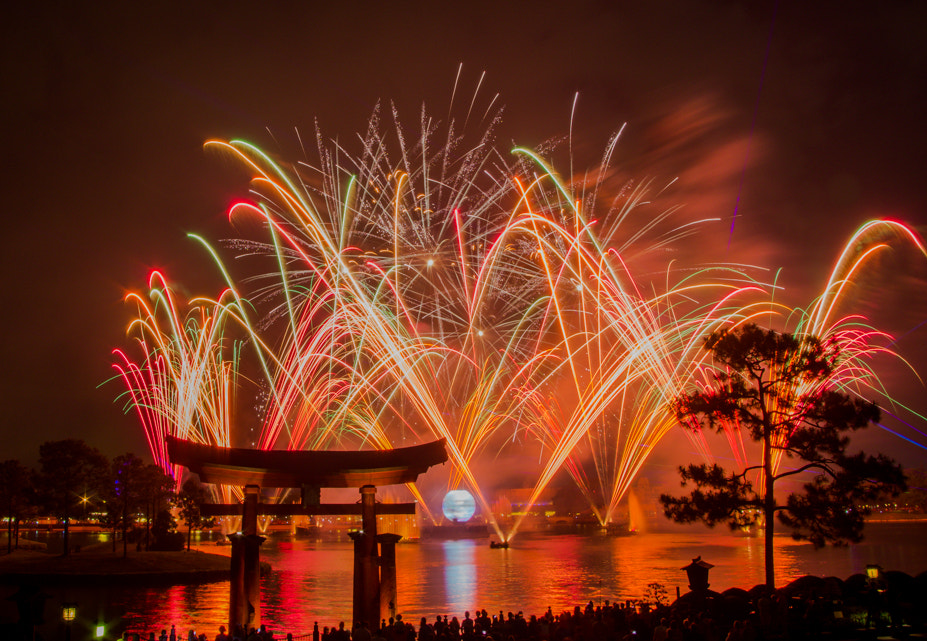
Lo spettacolo IllumiNations: Reflections Of Earth sul lago di Epcot

Ogni padiglione è stato inizialmente sponsorizzato da una società che ha contribuito a finanziare la sua costruzione e la manutenzione in cambio dell'esposizione dei loghi e di alcuni elementi di marketing in tutto il padiglione. Ad esempio Journey Into Imagination è stato sponsorizzato dalla Kodak (1982-2010), Universe of Energy da Exxon (1982-2004), e The Land è stato sponsorizzato da Kraft (1982-1993), poi Nestlé (1993-2009). Ogni padiglione contiene un'"area VIP" privata per i suoi sponsor con uffici, sale, e zone di ricevimento nascoste ai regolari ospiti del parco. Mentre alcuni padiglioni conservano ancora sponsorizzazioni attive, in questi ultimi anni numerosi padiglioni hanno perso sponsorizzazioni a causa della mancanza di interesse delle aziende partner al rinnovo degli accordi in scadenza. Dopo che General Electric ha lasciato Horizons nel 1993, il padiglione ha chiuso per un paio d'anni, poi è stato riaperto temporaneamente mentre le vicine attrazioni Universe of Energy e World of Motion venivano rinnovate. Horizons ha chiuso definitivamente il 9 gennaio 1999 ed è stato demolito nell'estate del 2000 per fare spazio all'apertura di Mission: SPACE il 9 ottobre 2003. MetLife ha sponsorizzato Wonders of Life nel periodo 1989-2001, e successivamente la zona è stata chiusa. Tuttavia, il padiglione Wonders of Life è ancora in gran parte intatto e viene utilizzato sia per il Flower and Garden Festival che per il Food and Wine Festival. Le sponsorizzazioni attive correnti sono:
- Test Track è attualmente sponsorizzato da Chevrolet.
- Mission: Space è attualmente sponsorizzato da Hewlett-Packard.
- Spaceship Earth è attualmente sponsorizzato da Siemens che sponsorizza anche lo spettacolo notturno IllumiNations: Reflections of Earth.
- Living with the Land è attualmente sponsorizzato da Chiquita.
- Le singole piccole attrazioni e mostre all'interno dei padiglioni Innoventions sono sponsorizzati da varie aziende tra cui IBM, Coca-Cola, Velcro e altri.

### World Showcase

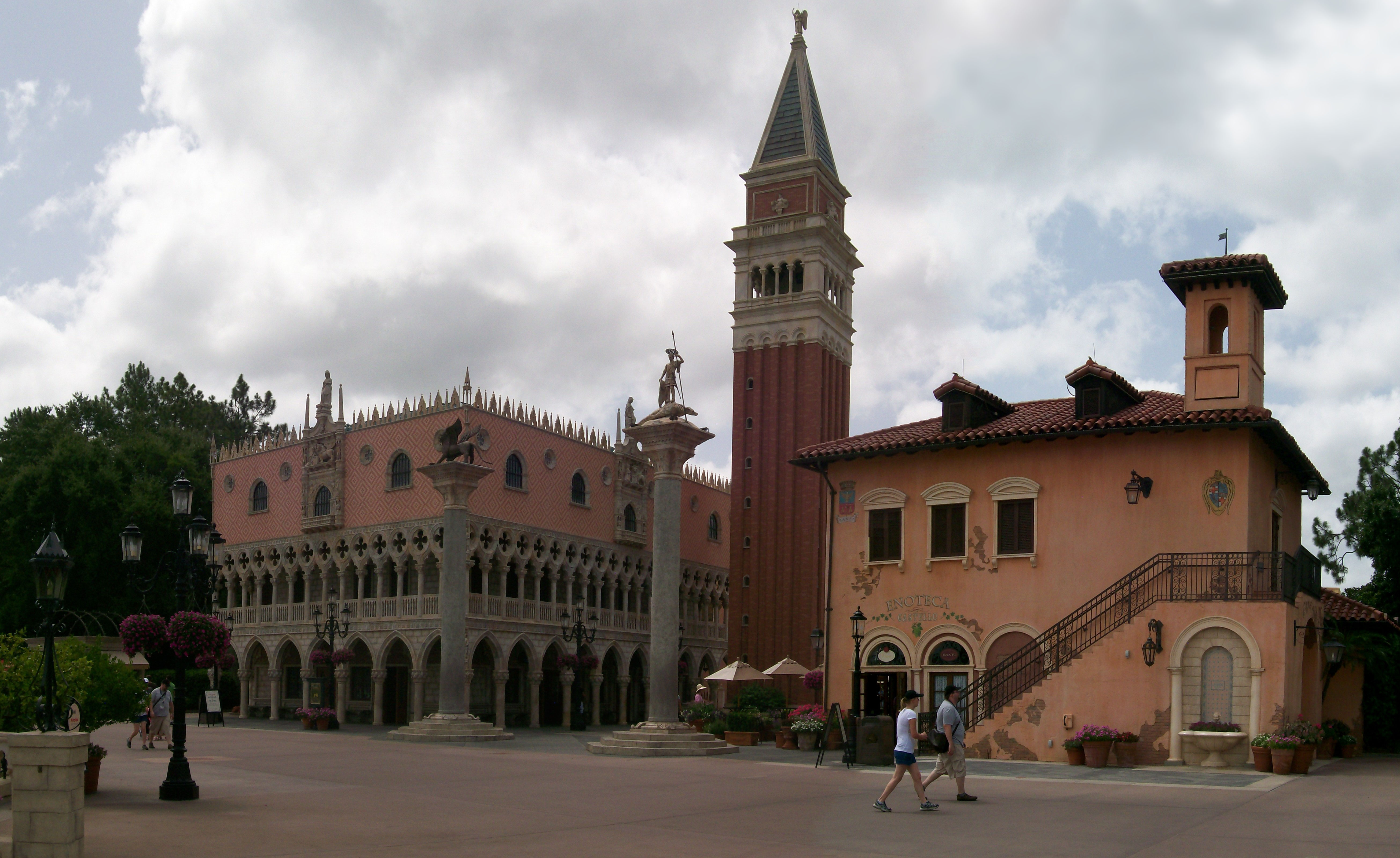
Una ricostruzione in scala ridotta di Piazza San Marco nel padiglione rappresentante l'Italia a World Showcase a Epcot

World Showcase (letteralmente La vetrina mondiale) è una vasta area che ricorda una esposizione universale permanente contenente 11 padiglioni, ciascuno a tema e dedicato a rappresentare un Paese specifico con tanto di repliche di monumenti famosi in scala ridotta come la Tour Eiffel di Parigi o il Campanile di San Marco di Venezia. I padiglioni circondano la World Showcase Lagoon, un grande lago artificiale situato al centro della World Showcase su un'area di 1,9 km², e contengono negozi di souvenir che vendono prodotti del paese rappresentato e ristoranti che servono piatti dei rispettivi paesi. In una nuova espansione, alcuni di questi padiglioni sono stati forniti anche di alcune attrazioni a tema.
Ecco i padiglioni in senso orario:
1. Padiglione Stati Uniti (Include l'attrazione The American Adventure che porta gli ospiti in un viaggio attraverso la storia americana narrata dalle figure Audio-Animatroniche di Benjamin Franklin e Mark Twain)
2. Padiglione Giappone (include Bijutsu-kan, una galleria espositiva che ospita mostre a lungo termine sull'arte e la cultura giapponese)
3. Padiglione Marocco
4. Padiglione Francia (include l'attrazione Remy's Ratatouille Adventure ispirata al film Pixar, Ratatouille, simile a quella di Disneyland Paris, e Impressions de France e Beauty and the Beast Sing-Along, due mini film trasmessi su schermi Cinerama)
5. Padiglione Regno Unito
6. Padiglione Canada (include Canada: Far and Wide, un mini film trasmesso in Circle-Vision 360°)
7. Padiglione Messico (Include Gran Fiesta Tour Starring The Three Caballeros, una dark boat ride)
8. Padiglione Norvegia (Include Frozen Ever After, una dark ride a tema Frozen - Il regno di ghiaccio)
9. Padiglione Cina (include Reflections of China, un mini film trasmesso in Circle-Vision 360°)

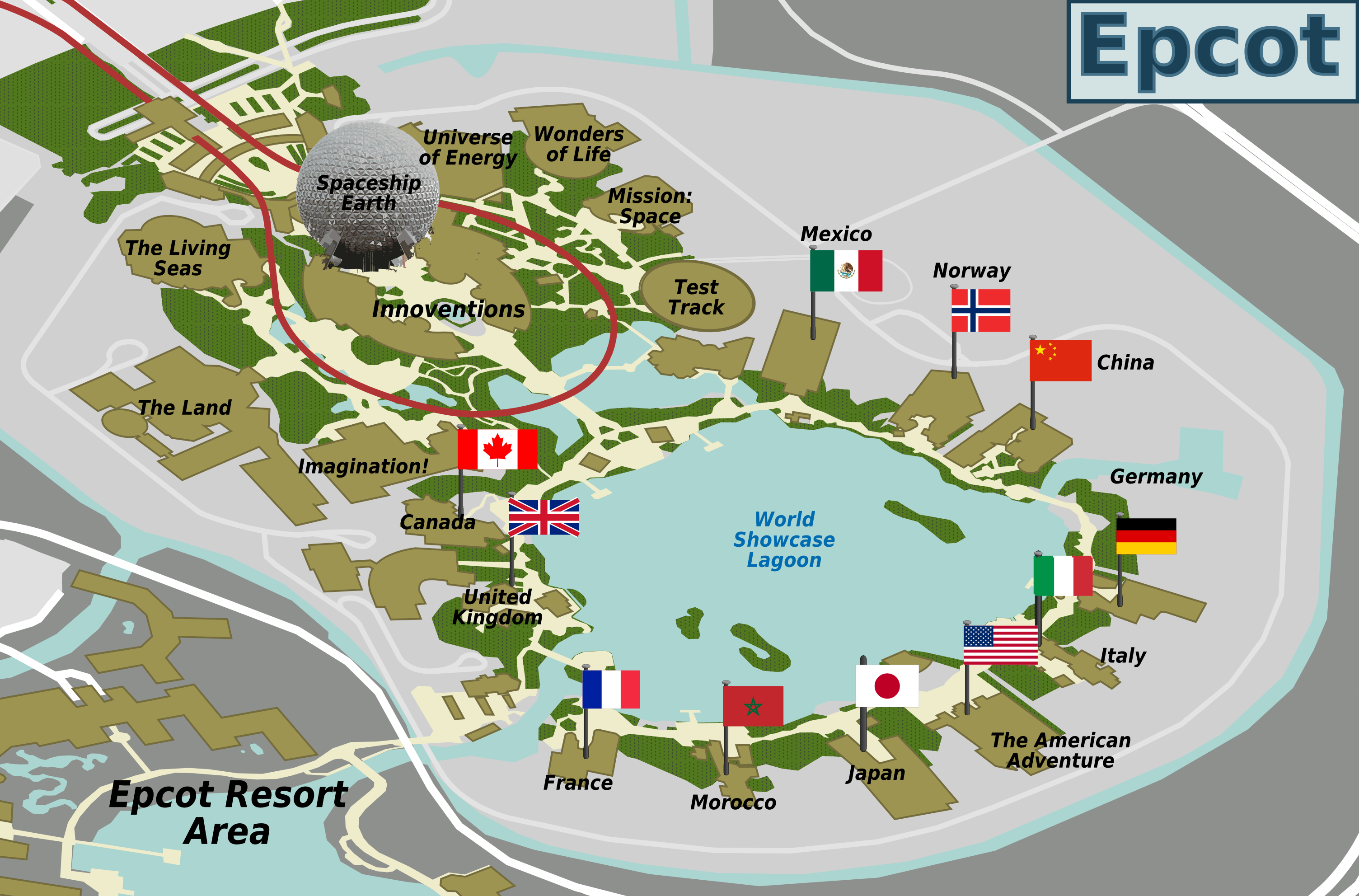
La mappa di Epcot (al 2009)

10. Padiglione Germania
11. Padiglione Italia

## Progetti futuri
Il 25 agosto 2019, all'Expo D23, i funzionari Disney hanno annunciato i piani per i miglioramenti di Epcot. Uno dei cambiamenti più significativi è stata la suddivisione di Future World in tre aree separate.
A partire dal 50º anniversario del Walt Disney World Resort sono state annunciate altre novità per Epcot:
- un nuovo hotel a tema;
- un'attrazione ispirata al film Mary Poppins in arrivo nel padiglione del Regno Unito;
- 360-degree Wondrous China experience in quello cinese.